# Mário Antônio da Silva

Erzbischofswappen von Mário Antônio da Silva

Mário Antônio da Silva (* 17. Oktober 1966 in Itararé) ist ein brasilianischer Geistlicher und römisch-katholischer Erzbischof von Cuiabá.

## Leben
Mário Antônio da Silva studierte von 1985 bis 1991 Philosophie und Katholische Theologie am Priesterseminar Divino Mestre in Jacarezinho. Er wurde am 2. Februar 1991 zum Diakon geweiht und empfing am 21. Dezember desselben Jahres in Sengés durch den Bischof von Jacarezinho, Konrad Walter SAC, das Sakrament der Priesterweihe.
Silva wirkte zunächst als Spiritual (1992–1993) und später als Rektor (1994–1996) des Kleinen Seminars Nossa Senhora da Assunção. Von 1993 bis 1996 war er zudem Koordinator für die Berufungspastoral im Bistum Jacarezinho. Anschließend wurde Mário Antônio da Silva für weiterführende Studien nach Rom entsandt, wo er 1998 an der Päpstlichen Akademie Alfonsiana ein Lizenziat im Fach Moraltheologie erwarb. Nach der Rückkehr in seine Heimat war Silva als Professor für Moraltheologie und als Spiritual am Priesterseminar Divino Mestre in Jacarezinho tätig. Daneben war er Diözesankanzler des Bistums Jacarezinho und Pfarrer der Pfarrei Sagrado Coração de Jesus.
Am 9. Juni 2010 ernannte ihn Papst Benedikt XVI. zum Titularbischof von Arena und zum Weihbischof in Manaus. Der Erzbischof von Cascavel, Mauro Aparecido dos Santos, spendete ihm am 20. August desselben Jahres in der Kathedrale Senhora da Conceição e São Sebastião in Jacarezinho die Bischofsweihe; Mitkonsekratoren waren der emeritierte Bischof von Jacarezinho, Fernando José Penteado, und der Erzbischof von Manaus, Luiz Soares Vieira. Mário Antônio da Silva wählte den Wahlspruch Testemunhar e servir („Zeugnis geben und dienen“). 2015 wurde er zusätzlich Präsident der Region Norte 1 der Brasilianischen Bischofskonferenz.
Papst Franziskus bestellte ihn am 22. Juni 2016 zum Bischof von Roraima. Von Mai 2019 bis 2023 fungierte Mário Antônio da Silva zudem als Vizepräsident der Brasilianischen Bischofskonferenz. Im selben Jahr nahm er an der Sonderversammlung der Bischofssynode zum Thema Amazonien – neue Wege für die Kirche und eine ganzheitliche Ökologie teil. Am 23. Februar 2022 ernannte ihn Papst Franziskus zum Erzbischof von Cuiabá. Die Amtseinführung fand am 1. Mai desselben Jahres statt. Vom 12. Juni bis zum 3. Dezember 2023 leitete er zudem das vakante Bistum Primavera do Leste-Paranatinga als Apostolischer Administrator.